# 双嵴冠蜥
双嵴冠蜥（学名：Basiliscus plumifrons），俗称双冠蜥或耶穌蜥蜴，是一种有鳞目海帆蜥科的卵生物种。主要分布在洪都拉斯、尼加拉瓜、哥斯达黎加、巴拿马。可利用后肢站立并快速行走在水面上。食物主要是昆虫等小型动物，以及少量的植物。